# Anthophora obtusispina
Anthophora obtusispina är en biart som beskrevs av Wu 1982. Anthophora obtusispina ingår i släktet pälsbin, och familjen långtungebin. Inga underarter finns listade i Catalogue of Life.